# Kompatibilismus
Kompatibilismus je filozofický názor, věřící v možnosti vzájemného fungování svobodné vůle a teorie determinismu, tedy že je logicky možné, že platí oba koncepty zároveň (veškeré bytí je dopředu dané, člověk však má svobodnou vůli). Lidé věřící kompatibilismu se nazývají kompatibilisté. Ti, co ve slučitelnost nevěří, jsou inkompatibilisté. I když všichni kompatibilisté věří ve slučitelnost teorií svobodné vůle a determinismu, ne všichni věří oběma teoriím. Kompatibilismus vyznávali již stoici či Thomas Hobbes. Inkompatibilismus vyznávají například Peter Frederick Strawson či Steven Pinker.